# Riot Act
Riot Act è il settimo album dei Pearl Jam, pubblicato il 12 novembre 2002 per la Epic Records.

## Tracce
Testi e musiche di Eddie Vedder, tranne dove indicato.
1. Can't Keep – 3:39 (musica: Vedder)
2. Save You – 3:50 (musica: Ament, Cameron, Gossard, McCready, Vedder)
3. Love Boat Captain – 4:36 (musica: Boom Gaspar, Vedder)
4. Cropduster – 3:51 (musica: Cameron)
5. Ghost – 3:15 (testo: Ament, Vedder – musica: Ament)
6. I Am Mine – 3:35 (musica: Vedder)
7. Thumbing My Way – 4:10 (musica: Vedder)
8. You Are – 4:30 (testo: Cameron, Vedder – musica: Cameron)
9. Get Right – 2:38 (testo: Cameron – musica: Cameron)
10. Green Disease – 2:41 (musica: Vedder)
11. Help Help – 3:35 (testo: Ament – musica: Ament)
12. Bu$hleaguer – 3:57 (testo: Gossard, Vedder – musica: Gossard)
13. ½ Full – 4:10 (musica: Ament)
14. Arc – 1:05 (musica: Vedder)
15. All or None – 4:37 (testo: Gossard, Vedder – musica: Gossard)

## Formazione
- Eddie Vedder – chitarra, voce
- Stone Gossard – chitarra
- Mike McCready – chitarra
- Jeff Ament – basso
- Matt Cameron – batteria, percussioni
- Boom Gaspar – organo hammond